# Platikarija
Platikarija (lat. Platycarya), rod listopadnpg drveća iz porodice orahovki, jerdini u potporodici Platycaryoideae.
Rod je rađširen po Aziji, a pripadaju mu dvije vrste iz Kine, Japana, Koreje i Vijetnama

## Vrste
1. Platycarya longzhouensis S.Ye Liang & G.J.Liang, ograničena na jugoistočnu Kinu.
2. Platycarya strobilacea Siebold & Zucc.